# Marian Sokołowski (fotograf)
Marian Sokołowski (ur. 26 lipca 1920 w Wilnie, zm. 2006) – polski artysta fotograf, fotoreporter, fototechnik. Członek rzeczywisty Okręgu Warszawskiego Związku Polskich Artystów Fotografików. Fotoreporter Centralnej Agencji Fotograficznej.

## Życiorys
Marian Sokołowski po zakończeniu II wojny światowej był związany z warszawskim środowiskiem fotograficznym. Miejsce szczególne w jego twórczości zajmowała fotografia architektury, fotografia dokumentalna, fotografia reportażowa, fotografia społeczna. Od 1949 roku do 1953 jako fotoreporter współpracował z Agencją Fotograficzną Film Polski, następnie od 1953 roku do 1981 z Centralną Agencją Fotograficzną. 
Marian Sokołowski był autorem i współautorem wielu wystaw fotograficznych; indywidualnych, zbiorowych oraz pokonkursowych – gdzie otrzymał wiele akceptacji, nagród i wyróżnień (m.in. I nagrodę na Ogólnopolskiej Wystawie Fotografii Artystycznej, nagrodę w Ogólnopolskim Konkursie Fotografii Prasowej, nagrodę tygodnika Stolica, nagrodę dziennika Życie Warszawy). Był laureatem Nagrody Ministerstwa Kultury i Sztuki. W 1956 został przyjęty w poczet członków rzeczywistych Okręgu Warszawskiego Związku Polskich Artystów Fotografików. 
W 1971 roku z inicjatywy Centralnej Agencji Fotograficznej oraz Związku Polskich Artystów Plastyków zorganizowano wystawę indywidualną Mariana Sokołowskiego – Warszawa i jej mieszkańcy, podczas której zaprezentowano duże powiększenia na płótnie pokrytym emulsją fotograficzną.